# Archivio storico delle arti contemporanee
L'Archivio storico delle arti contemporanee (ASAC) è un archivio che conserva il patrimonio di documenti della Biennale di Venezia dal 1895 in poi (arti visive, architettura, cinema, musica, danza, teatro).

## Storia
L'8 novembre del 1928 venne inaugurato l'Istituto storico d'arte contemporanea. Diretto da Domenico Varagnolo, raccoglieva soprattutto cataloghi di mostre in Italia e all'estero. Con la costituzione in ente autonomo il 13 gennaio 1930, l'istituto prese il nome di Archivio storico d'arte contemporanea. Già nel 1934 l'archivio pubblicava un proprio periodico L'arte nelle mostre italiane, che uscì fino al 1941, quando fu sospeso per la guerra.
Domenico Varagnolo morì nel 1949 e gli successe nel 1950 Umbro Apollonio che fu conservatore fino al 1972.
Nel 1973 divenne conservatore Wladimiro Dorigo.
Offertole dalla Cassa di Risparmio di Venezia, che ne era proprietaria, il 28 febbraio 1975 la Biennale di Venezia acquistò il palazzo Corner della Regina, per farvi la nuova sede dell'Archivio storico delle arti contemporanee. Esso venne inaugurato nel luglio del 1976, con il compito di "raccogliere, produrre, riprodurre e conservare materiali documentari inerenti alle  arti visive, l'architettura, l'urbanistica, il cinema, la musica, la danza, il teatro, i mass media e la bibliografia del Novecento".
Dopo il 1995 l'ASAC vive una lunga stagione di incertezza per la necessità di dover restaurare il palazzo. L'accessibilità degli utenti viene limitata e poi, nel gennaio 2003, quando hanno inizio i lavori, completamente azzerata.
L'ASAC si trova negli edifici del Parco scientifico tecnologico VEGA di Porto Marghera, località del comune di Venezia, gran parte del patrimonio documentario dell'ASAC è ancora conservato presso l'ex sede di Ca' Corner della Regina, nel centro storico di Venezia. Il progetto dell'ex presidente Paolo Baratta di trasferire l'ASAC all'arsenale naufraga definitivamente.
Dal 2002 è direttore dell'archivio, Giuliano da Empoli, fino al 2004. Il 1º settembre 2004 Giorgio Busetto diventa direttore dell'ASAC.

## Struttura
La struttura dell'ASAC si articola in:
- archivio
- fondo artistico
- fondo storico
- fototeca
- cineteca
- mediateca
- manifestoteca
- biblioteca
- emeroteca
- collezione partiture e spartiti